# Colby Minifie
 (juin 2024).
La mise en forme du texte ne suit pas les recommandations de Wikipédia : il faut le « wikifier ».
Les points d'amélioration suivants sont les cas les plus fréquents. Le détail des points à revoir est peut-être précisé sur la page de discussion.
- Les titres sont pré-formatés par le logiciel. Ils ne sont ni en capitales, ni en gras.
- Le texte ne doit pas être écrit en capitales (les noms de famille non plus), ni en gras, ni en italique, ni en « petit »…
- Le gras n'est utilisé que pour surligner le titre de l'article dans l'introduction, une seule fois.
- L'italique est rarement utilisé : mots en langue étrangère, titres d'œuvres, noms de bateaux, etc.
- Les citations ne sont pas en italique mais en corps de texte normal. Elles sont entourées par des guillemets français : « et ».
- Les listes à puces sont à éviter, des paragraphes rédigés étant largement préférés. Les tableaux sont à réserver à la présentation de données structurées (résultats, etc.).
- Les appels de note de bas de page (petits chiffres en exposant, introduits par l'outil «  Source ») sont à placer entre la fin de phrase et le point final[comme ça].
- Les liens internes (vers d'autres articles de Wikipédia) sont à choisir avec parcimonie. Créez des liens vers des articles approfondissant le sujet. Les termes génériques sans rapport avec le sujet sont à éviter, ainsi que les répétitions de liens vers un même terme.
- Les liens externes sont à placer uniquement dans une section « Liens externes », à la fin de l'article. Ces liens sont à choisir avec parcimonie suivant les règles définies. Si un lien sert de source à l'article, son insertion dans le texte est à faire par les notes de bas de page.
- La présentation des références doit suivre les conventions bibliographiques. Il est recommandé d'utiliser les modèles {{Ouvrage}}, {{Chapitre}}, {{Article}}, {{Lien web}} et/ou {{Bibliographie}}. Le mode d'édition visuel peut mettre en forme automatiquement les références.
- Insérer une infobox (cadre d'informations à droite) n'est pas obligatoire pour parachever la mise en page.

Pour une aide détaillée, merci de consulter Aide:Wikification.
Si vous pensez que ces points ont été résolus, vous pouvez retirer ce bandeau et améliorer la mise en forme d'un autre article.
Colby Minifie, née le 31 janvier 1992 à New York, est une actrice américaine. Elle a commencé à jouer à l'âge de onze ans, et est apparue à Broadway,à la télévision et au cinéma.

## Filmographie

### Cinéma
- 2009 : Pour l'amour de Bennett : Latent
- 2009 : The Winning Season : Adolescente
- 2010 : Beware the Gonzo : Melanie
- 2012 : Camilla Dickinson : Louisa
- 2013 : Deep Powder : Snack
- 2016 : Don't Think Twice : Audience Neil
- 2017 : Submission : Ruby[2]
- 2018 : Radium Girls : Doris
- 2020 : Je veux juste en finir (I'm Thinking of Ending Things) : Yvonne

### Télévision
- 2009 : New York, police judiciaire (Law & Order) : Sarah (épisode ucky Stiff)
- 2011 : Glee : Jeune Sue Sylvester (épisode Mash Off - scènes supprimées)
- 2011 : Eden : Sue (épisode Pilot)
- 2012 : Nurse Jackie : Blithe (épisode Disneyland Sucks)
- 2013 : Law & Order: Special Victims Unit : Lindsay Bennett (épisode Girl Dishonored)
- 2013 : The Blacklist : Fille dans le train (épisode : « Frederick Barnes (No. 47) »)
- 2014 : The Michael J. Fox Show : Margot (épisode : « Dinner »)
- 2014 : Black Box : Maddy Temko (épisode : « Who Are You? »)
- 2015 : Jessica Jones : Robyn (5 épisodes)
- 2018 : Madam Secretary : Bella Rossi (épisode : « Thin Ice »)
- 2018 : Dietland : Jasmine (2 épisodes)
- 2018 : La Fabuleuse Madame Maisel (The Marvelous Mrs. Maisel) : Ginger (5 épisodes)
- 2019 : Blindspot : Ginny Kelling (épisode : « 'Ohana »)
- 2019 : The Code : Sgt. Phoebe Day (épisode : « Lioness »)
- 2019–présent : The Boys : Ashley Barrett (rôle récurrent, saison 1 ; rôle principal, saisons 2–présent)
- 2019–2021 : Fear the Walking Dead : Virginia (rôle récurrent, saisons 5–6 ; 11 épisodes)
- 2022 : The Boys présentent : Les Diaboliques : Ashley Barrett (voix ; épisode : « Boyd in 3D »)
- 2023 : Gen V : Ashley Barrett (rôle invité)[3]

### Théâtre
- 2005 : The Pillowman : remplaçante de Fille/Garçon (Booth Theatre)
- 2012 : Close Up Space de Molly Smith Metzler : Harper (Manhattan Theatre Club, New York City Center)[4],[5]
- 2014 : Punk Rock : Lilly (Lucille Lortel Theatre)[6],[7]
- 2016 : Long Day's Journey into Night : Cathleen (American Airlines Theatre)[8],[9],[10]
- 2017 : Six Degrees of Separation : Tess (théâtre Ethel Barrymore)[11],[12]